# 슬래시 (음악가)
슬래시(영어: Slash, 1965년 7월 23일 ~ )는 영국에서 태어난 미국의 기타리스트이자 작곡가이다. 굴뚝을 연상시키는 길다란 검은 모자와 곱슬머리, 그리고 깁슨사의 레스폴이 대표적인 상징으로 통한다.
그는 미국의 하드 록 밴드 건즈 앤 로지스에서 리드기타를 맡아 1980년대 후반 ~ 1990년대 초반에 세계적인 명성을 얻었다. 이후 건즈 앤 로지스 멤버들간의 불화로 밴드 활동이 전면 중지되자, 일부 멤버들과 프로젝트 팀인 슬래시스 스네이크핏을 결성하여 활동하였고, 2004년에 추가적으로 멤버를 영입하여 벨벳 리볼버를 결성한다. 2010년에는 자신의 이름으로 솔로 앨범을 발표했다.
기타리스트로서 좋은 평가를 받고 있는 슬래시는 《타임》지가 선정한 세계적으로 영향력 있는 기타리스트 중 전설적인 기타리스트인 지미 헨드릭스에 이어 2위에 오르기도 하였으며, 2011년 《롤링 스톤》지가 선정한 세계 100대 기타리스트 중 65위를 차지하였다. 또한 그가 직접 기타리프곡을 만들어낸 건스 앤 로지스 시절의 대표곡인 〈Sweet Child o' Mine〉은 2004년에 최고의 기타리프곡으로 뽑히기도 하였다.
음악성 성향은 블루스에 기반한 정통파 록이며, 특유의 리듬 감각과 느낌을 살려내는 연주를 기본으로 한 애드립에서 뛰어난 모습을 보인다. 특히 장신인 자신의 신체적 특징을 살려 무릎까지 기타를 내린 다음 양 다리를 벌린 채 연주하는 독특한 자세가 아주 유명하다. 애용하는 기타는 깁슨사의 유명 일렉트릭 기타 모델인 깁슨 레스폴인데, 이때문에 '레스폴이 가장 잘 어울리는 사나이'라고 불리며 다수의 잡지에서 호평을 받았다. 깁슨사에서는 슬래시의 의견이 반영된 특별모델인 Gibson Les Paul Slash Signature를 내놓기도 하였다.

## 어린 시절
슬래시는 영국 햄프스티드에서 태어났다. 그의 어머니 올라 허드슨(Ola Hudson) (1946–2009)은 디자이너 일을 하는 아프리카계 미국인이였으며 아버지 안토니 허드슨은 뮤지션들의 앨범 표지를 만드는 영국인 예술가였다. 1979년 슬래시는 친구인 스티븐 애들러(Steven Adler)와 함께 밴드를 조직하기로 결정한다. 기타리스트에 대한 동경이 강했던 슬래시는 당시에 유명했던 밴드인 크림과 레드 제플린의 노래를 들으며 기타 연습에 매진했는데, 하루 12시간 이상 기타 연습을 했다고 한다.

## 경력

### 1981–1985: 젊은 시절
1981년, 슬래시는 그의 첫 밴드인 Tidus Sloan에 가입하며 밴드 생활을 시작했다. 1983년엔 Road Crew라는 이름의 밴드를 만들어 그의 어릴 적 친구인 스티븐 애들러와 오디션을 통하여 영입한 더프 맥케이건(Duff McKagan)과 팀을 이루기도 하였다. 이후 슬래시는 포이즌(Poison)이라는 밴드에서 리드기타를 구하자 오디션을 보지만 떨어지게 되었는데, 비슷한 시기에 밴드 동료를 모으던 액슬 로즈(Axl Rose)의 제안을 받아들여 할리우드 로즈(Hollywood Rose)에 들어가게 된다. 할리우드 로즈는 LA 건즈(LA Guns)라는 밴드와 같이 출범하면서 멤버들이 서로 왔다 갔다 하는 사이였는데, 곧 리더 겸 보컬 액슬 로즈(Axl Rose), 리드기타 담당 슬래시(Slash), 리듬기타 담당 이지 스트래들린(Izzy Stradlin), 베이스 담당 더프 맥케이건(Duff McKagan), 드럼 담당 스티븐 애들러(Steven Adler)로 멤버를 굳히게 된다.

### 1985–1996: 건즈 앤 로지스(Guns N' Roses)
정규 멤버가 정해진 이후 'LA 건스'와 '할리우드 로즈'는 서로가 합쳐졌다는 의미로 건즈 앤 로지스(Guns N' Roses)라는 이름을 사용하게 된다. 결성 초기인 1985~1986년 사이에는 소규모의 활동을 이어나가며 이지 스트래들린의 주도 아래 여러 가지 앨범 작업에 매진하는데, 건즈 앤 로지스의 대표 곡인 "Welcome to the Jungle", "Nightrain", "Sweet Child o' Mine", "Paradise City" 등이 이때 만들어지게 되었다. 특히 슬래시는 "Sweet Child o' Mine"의 기타 리프를 직접 만들며 많은 참여를 하였다. 그리고 1987년, 건즈 앤 로지스의 첫 음반이자 메탈 역사상 전설적인 앨범으로 불리는 "Appetite for Destruction"을 발매하며 음악계에 정식으로 데뷔한다. 이 앨범은 미국에서 1,800만장이 팔리며 선풍적인 인기를 끌게 되었는데, 주요 곡들에서 멋들어진 기타 솔로 연주가 돋보였기에 슬래시도 큰 주목을 받게 되었다. 큰 인기를 얻게 된 건스 앤 로지스는 전 세계 투어를 다니면서 미국을 넘어서 세계적인 인기를 얻으며 80년대 후반을 휩쓴 하드록 밴드로 이름을 남긴다.
그러나 90년대에 접어들면서 리더인 액슬 로즈의 기행과 더불어 멤버들 간의 불화 문제가 크게 대두되었고, 결국은 밴드 활동이 중단되버리는 지경에 이르게 된다. 액슬 로즈와 사이가 매우 안 좋아진 슬래시는 1990년 중반 다른 멤버들과 함께 건스 앤 로지스를 탈퇴하게 된다.

### 1994–2002: Slash's Snakepit
맴버들 간의 불화로 건즈 앤 로지스의 활동이 없어지자 건즈 앤 로지스에서 같이 탈퇴한 멤버들을 중심으로 Slash's Snakepit이라는 팀을 만들어 2000년대 초반까지 활동하게 된다. 1995년에 "It's Five O'clock Somewhere"라는 앨범을 발매하여 좋은 평가를 얻었으며, 2000년에 2집인 "Ain't Life Grand"를 내놓는다.

### 2002–2008: Velvet Revolver
Slash's Snakepit이 좋은 반응을 얻자 슬래시는 건스 앤 로지스 시절의 동료인 베이시스트 더프 맥케이건, 드러머 맷 소럼 등과 합심하여 스톤 템플 파일러츠(Stone Temple Pilots)라는 밴드의 보컬인 스콧 웨일랜드(Scott Weiland), 로디드(Loaded)라는 밴드의 멤버인 데이브 커쉬너(Dave Kushner)를 영입하여 2002년에 벨벳 리볼버를 결성한다. 2004년에 첫 앨범인 "Contraband"를 발매하여 빌보드 차트 1위를 석권하는 등 큰 인기를 얻게 된다. 2007년에는 2집인 "Libertad"를 내놓으며 인기몰이를 하였지만, 2008년에 스콧 웨일랜드가 탈퇴하며 밴드의 활동이 잠정 중단되었다.

### 2008–현재: 솔로 활동
2008년 9월에 솔로 데뷔 앨범을 위해 작업에 들어갔으며, 2010년에 발매되었다. 그의 솔로 앨범에는 당대의 유명한 뮤지션들이 참여하여 상당한 관심을 모았는데, 건스 앤 로지스 시절의 동료인 스티븐 애들러와 이지 스트래들린, 유명한 헤비메탈 뮤지션인 오지 오스본(Ozzy Osbourne), 펑크록의 대부로 불리는 록 가수 이기 팝(Iggy Pop), 미국의 유명 록그룹인 너바나(Nirvana)의 데이브 그롤(Dave Grohl), 마룬 5(Maroon 5)의 보컬이자 리더인 애덤 리바인(Adam Levine), 올터 브리지(Alter Bridge)의 마일스 케네디(Myles Kennedy), 레드 핫 칠리 페퍼스(Red Hot Chilli Peppers)의 베이시스트인 플리(Flea), 모터헤드(Motörhead)와 호크윈드(Hawkwind)의 멤버로 유명한 레미 킬미스터(Lemmy Kilmister), 일본의 유명 밴드인 B'z의 멤버인 이나바 코시(Inaba Koshi), 쇼크록의 대마왕으로 불리는 앨리스 쿠퍼(Alice Cooper), 미국에서 인기가 높은 백인 래퍼인 키드 록(Kid Rock) 등이 참여하였다.
특히 보컬인 마일스 케네디(Myles Kennedy)와 베이시스트 겸 보컬 토드 컨스(Todd Kerns), 드러머 브랜트 피츠(Brent Fitz)와는 팀 "Slash"를 이루어 전 세계를 순회하는 투어를 다니며 좋은 평가를 얻었다.

## 기타
슬래시는 1999년 마이클 잭슨과 함께 내한 공연을 온 적이 있다. 당시 군 내에서 상당한 인기를 끌었는데, 공연 일정이 빡빡하여 한국에 오래 머무르지는 못 하였다. 이후 2011년 3월에 팀 "Slash"의 멤버들과 내한 공연을 겸하여 방한하였다. 본래 국내에는 이틀 정도 머무를 예정이었지만, 일본 대지진의 영향으로 일본 투어 공연이 취소되자 예정보다 빠르게 한국에 방문하여 5일동안 머물렀다. 그는 내한 공연과 더불어 DMZ 등을 방문하며 관광을 즐겼으며, 자신의 트위터에 Korean BBQ(갈비)의 맛이 인상깊었다는 포스팅을 하며 한국 팬들에게 감사의 뜻을 표시하였다.
2011년 10월경 전 세계 음악계 종사자들의 최고 명예로 손꼽히는 로큰롤 명예의 전당 2012년 헌액 후보 중 건스 앤 로지스(Guns N' Roses)가 포함되면서 그도 헌액 후보 중 한명이 되었다. 그리고 2011년 12월에 비스티 보이스(Beastie Boys), 레드 핫 칠리 페퍼스(Red Hot Chilli Peppers) 등과 함께 건스 앤 로지스(Guns N' Roses)의 헌액이 확정되면서 슬래시도 전설적인 기타리스트의 대열에 오르게 되었다.

## 디스코그래피
Guns N' Roses
Appetite for Destruction (1987)
G N' R Lies (1988)
Use Your Illusion I (1991)
Use Your Illusion II (1991)
"The Spaghetti Incident?" (1993)
Slash's Snakepit
It's Five O'clock Somewhere (1995)
Ain't Life Grand (2000)
Velvet Revolver
Contraband (2004)
Libertad (2007)
Solo
Slash (2010)
Apocalyptic Love(2012)
World on Fire(2014)